# Intel 80386
Procesor Intel 80386 je 32 bitni procesor predstavljen 1985. godine. Prva inačica procesora imala je 275 000 tranzistora. 80386 mogao je bez problema izvesti većinu programskog koda namijenjenog njegovim prethodnicima. Mogao je izvesti 11.4 MIPSa.
Predstavljen je u listopadu 1985, a prvi su primjerci u prodaju pušteni 1986. Početna cijena matičnih ploča za 386icu je bila visoka ali se vrlo brzo smanjila. Prvo osobno računalo s 80386 procesorom predstavio je Compaq.
U svibnju 2006. Intel je objavio da će se procesor 80386 proizvoditi do rujna 2007. godine. Iako se već duže vrijeme procesor 386 ne koristi u osobnim računalima svoju primjenu sve do ovih dana našao je u raznim sustavima i zrakoplovnoj industriji.

## Vanjske poveznice
- Intel 80386 serija procesora
- Intel 386 uputstva